# إبراهيم رجب (ملحن)
إبراهيم رجب (31 مايو 1931 - 30 أبريل 2017) هو ملحن مصري.

## حياته
لحن «مجاريح» لمحمد رشدي. كما لحن «يا بلدنا لا تنامي»، و«من قلب المواكب» لعبد الحليم حافظ، وكلاهما من تأليف عبد الرحمن الأبنودي. كما لحن من كلمات الأبنودي «يا بيوت السويس» (غناء محمد حمام) و«أنا عايز صبية» (غناء محرم فؤاد).
كانت أولى ألحانه هي «القمر مش زي الدهب» تأليف صلاح جاهين. لحن للتلفزيون مسلسلات فرافيرو، وبطوط الغلباوي، وبوجي وطمطم، ولحن للسينما أفلام منها الظريف والشهم والطماع، والكيت كات.
توفي في 30 أبريل 2017.

## وصلة خارجية
إبراهيم رجب على قاعدة بيانات الأفلام العربية.